# Prima Divisione 1934-1935 (rugby a 15)
La Prima Divisione 1934-1935 fu il 2º campionato nazionale italiano di rugby a 15 di secondo livello.
Si tenne dal 20 gennaio 1935 al 16 giugno 1935 tra 53 squadre partecipanti ripartite, durante la prima fase del torneo, in quindici gironi dalla composizione variabile da uno a sei squadre.
Tra le squadre partecipanti sono presenti le squadre riserve di alcune compagini disputanti il campionato di Divisione Nazionale 1934-1935: queste squadre riserve, come la stagione precedente, sono escluse dalla partecipazione alle fasi eliminatorie del torneo.
La formula prevedeva il passaggio alla fase a eliminazione diretta della miglior squadra non riserva di ogni girone: alcune di essi procedevano ad un ulteriore turno di eliminazione interzonale, specialmente le squadre provenienti dalle stesso territorio.
Il tabellone degli ottavi di finale si compose così di sei incontri, ma solamente quattro squadre si sono qualificate per il turno successivo che fu così rappresentato direttamente dalle semifinali.
Le semifinali e la finale vennero disputate nella formula anata/ritorno con eventuale spareggio ad oltranza in caso di parità.
Nella fattispecie accadde che l'incontro di andata e l'incontro di ritorno, si risolsero con una vittoria a testa tre le due contendenti cioè il GUF Parma e il FGC Edoardo Crespi (vincitrice della precedente edizione).
Si rese quindi necessario un incontro di spareggio che vide prevalere il GUF Parma che si aggiudicò quindi il titolo di campione di Prima Divisione 1934-1935.

## Squadre partecipanti
La composizione dei gironi della prima fase fu la seguente:

### Girone 1
- FGC Lucio Bazzani (Torino)
- FGC Gustavo Doglia (Torino)
- FGC Giuseppe Mario Gioda (Torino)
- FGC Amos Maramotti (Torino)
- FGC Mario Sonzini (Torino)

### Girone 2
- Bersaglieri MI II
- FGC Edoardo Crespi (Milano)
- GUF Novara

### Girone 3
- Amatori Milano II
- FGC Fabio Filzi (Milano)
- GUF Milano
- GUF Pavia

### Girone 4
- GUF Padova II A
- GUF Trieste
- GUF Venezia

### Girone 5
- GUF Padova II B
- GUF Treviso
- Padova II

### Girone 6
- FGC Generale Giordana
- GUF Genova II

### Girone 7
- Bersaglieri BO
- Bologna II
- GUF Parma

### Girone 8
- GUF Firenze II
- GUF Livorno
- GUF Pisa
- GUF Pistoia

### Girone 9
- FGC Esquilino (Roma)
- GUF Roma II
- FGC Nomentano (Roma)
- SS Parioli (Roma)
- Rugby Roma II

### Girone 10
- FGC Latino-Metronio (Roma)
- FGC Monti (Roma)
- FGC Piazza d'Armi (Roma)
- FGC Prati (Roma)
- FGC Nomentano (Roma)
- FGC Salario II (Roma)

### Girone 11
- Real Accademia Aeronautica (Caserta)
- GUF Napoli II
- IV Gruppo Rionale Neapel (Napoli)
- FGC Sorrento
- FGC Vomero (Napoli)

### Girone 12
- FGC Bagnoli (Napoli)
- FGC Fuorigrotta (Napoli)
- FGC Pomigliano d'Arco
- FGC Ponticelli (Napoli)
- FGC Pozzuoli (Napoli)

### Girone 13
- GUF Bari

### Girone 14
- GUF Messina

### Girone 15
- GUF Cagliari
- GUF Sassari

## Finali interzona
Gli accoppiamenti per le finali interzona furono i seguenti:
- FGC Lucio Bazzani - FGC Fabio Filzi
- FGC Edoardo Crespi - FGC Amos Maramotti
- FGC Generale Giordana - GUF Parma
- GUF Trieste - GUF Treviso
- GUF Sassari - GUF Livorno
- Parioli - FGC Prati
- FGC Pozzuoli - Real Accademia Aeronautica

## Ottavi di finale
Gli accoppiamenti per gli ottavi di finale furono i seguenti:
- GUF Parma - FGC Fabio Filzi
- FGC Edoardo Crespi - FGC Generale Giordana
- GUF Treviso - GUF Trieste
- GUF Livorno - GUF Sassari
- Real Accademia Aeronautica - Prati
- GUF Messina - FGC Pozzuoli

## Semifinali
| Squadra 1 | Totale  | Squadra 2          | Andata | Ritorno |
| --------- | ------- | ------------------ | ------ | ------- |
| FGC Prati | 14 - 25 | FGC Edoardo Crespi | 14 - 3 | 0 - 22  |
| GUF Parma | ?       | GUF Trieste        | ?      | ?       |

## Finale
| Milano 19 maggio 1935 Andata | FGC Edoardo Crespi | 9 – 3 referto | GUF Parma |  |

| Parma 9 giugno 1935 Ritorno | GUF Parma | 19 – 0 referto | FGC Edoardo Crespi |  |

| Mantova 16 giugno 1934 Spareggio | FGC Edoardo Crespi | 4 – 3 referto | GUF Parma |  |

## Verdetti
- GUF Parma: campione di Prima Divisione 1934-1935 e promossa in Divisione Nazionale 1935-1936[6].